# Fletta
Fletta (norwegisch für Zopf) ist eine Bucht an der Prinz-Harald-Küste des ostantarktischen Königin-Maud-Lands. Sie liegt am Südwestufer der Lützow-Holm-Bucht unmittelbar westlich der Halbinsel Botnneset.
Norwegische Kartografen, die ihr auch ihren Namen gaben, kartierten sie anhand von Luftaufnahmen der Lars-Christensen-Expedition 1936/37.